# Marxisme obert
El marxisme obert és una escola de pensament que es basa en crítiques socialistes llibertàries del comunisme de partits i subratlla la necessitat d'obrir la praxi i la història a través d'un mètode antipositivista (dialèctic) basat en la "reflexivitat pràctica" dels propis conceptes de Karl Marx. La "obertura" en el marxisme obert també es refereix a una visió no determinista de la història en què es planteja la imprevisibilitat dels resultats de la lluita de classes.
Les fonts del marxisme obert són moltes, des del retorn de György Lukács a les arrels filosòfiques del pensament de Marx, com el consellisme i l'anarquisme, i també elements de l'autonomisme i el situacionisme. Les afinitats intel·lectuals amb el marxisme de l'autonomisme van ser especialment fortes i van conduir a la creació de la revista The Commoner (2001–2012), arran de les publicacions marxistes obertes anteriors Arguments (1958–1962) i Common Sense (1987–1999). En els anys setanta i vuitanta, els debats sobre la separació del capitalisme econòmic i polític sota el capitalisme es van desenvolupar al grup de treball de San Francisco, Kapitalistate i a la conferència de la revista Capital & Class, que incloïa molts dels teòrics del marxisme obert i va influir significativament en el seu desenvolupament teòric.
Tres volums titulats Open Marxism van ser publicats per Pluto Press durant els anys noranta. Un treball recent de marxistes oberts ha aportat una revaloració de Theodor W. Adorno. Entre els que normalment s'associen amb el marxisme obert hi ha John Holloway, Simon Clarke, Werner Bonefeld, Ana C. Dinerstein, Richard Gunn, Kosmas Psychopedis, Adrian Wilding, Peter Burnham, Mike Rooke, Hans-Georg Backhaus, Helmut Reichelt, Harry Cleaver, Johannes Agnoli, Kostas Axelos i Henri Lefebvre.

## Relació amb el marxisme heideggerià i hegelià
La variant del marxisme obert de Kostas Axelos fa connexions explícites amb la crítica existencialista de la teoria de sistemes. Utilitza la fenomenologia de Martin Heidegger per revelar un sistema obert de relacions ("jocs") governat per normes, més que una totalitat tancada i determinista que es podria conèixer i predir a través de la teoria marxista. Per exemple, Axelos critica les teories de la globalització que assumeixen una imatge del món tancada, en oposició a un procés obert de mundialització en què el projecte neoliberal de reestructurar un capitalisme que no estigui en crisi no té una base estructural ferma. Axelos intenta mantenir la unitat del coneixement, fins i tot si considera que el món és multidimensional i no es pot representar (vegeu la divulgació mundial per al concepte fenomenològic del món). Es tracta d'una desviació del marxisme heideggerià del primer Herbert Marcuse, que va ser, com els altres components de l'escola de Frankfurt, influït per l'hegelianisme.

Mentre que la majoria dels marxistes oberts han rebutjat els enfocaments marxistes hegelians, també hi ha una tendència a interpretar l'obra d'Antonio Gramsci com a no-hegeliana, o com una desviació de la teoria i la pràctica ortodoxes. Així, el marxisme obert ha servit de base per a la investigació neo-gramsciana en les relacions internacionals de Stephen Gill i Robert W. Cox, encara que alguns qüestionen l'obertura de conceptes com "guerra de posicions" i "bloc històric" per a l'anàlisi de micro- interaccions i resistències en el neoliberalisme contemporani.

## Crítica
Alguns crítics han al·legat que el marxisme obert és massa obert i solament marxista. Per tant, hi pot haver una dissonància més conceptual entre l'anàlisi de Marx dels problemes del segle xix i els problemes de la tecnociència del segle XXI i el domini de la natura per part de la civilització moderna.
Altres afirmen que els conceptes marxistes oberts tendeixen a tractar l'estat capitalista nacional de manera abstracta, sense fer referència a un desenvolupament desigual i combinat i a formes internacionals de lluita de classes en el "sistema-món" capitalista.